# レニングラード防衛記章

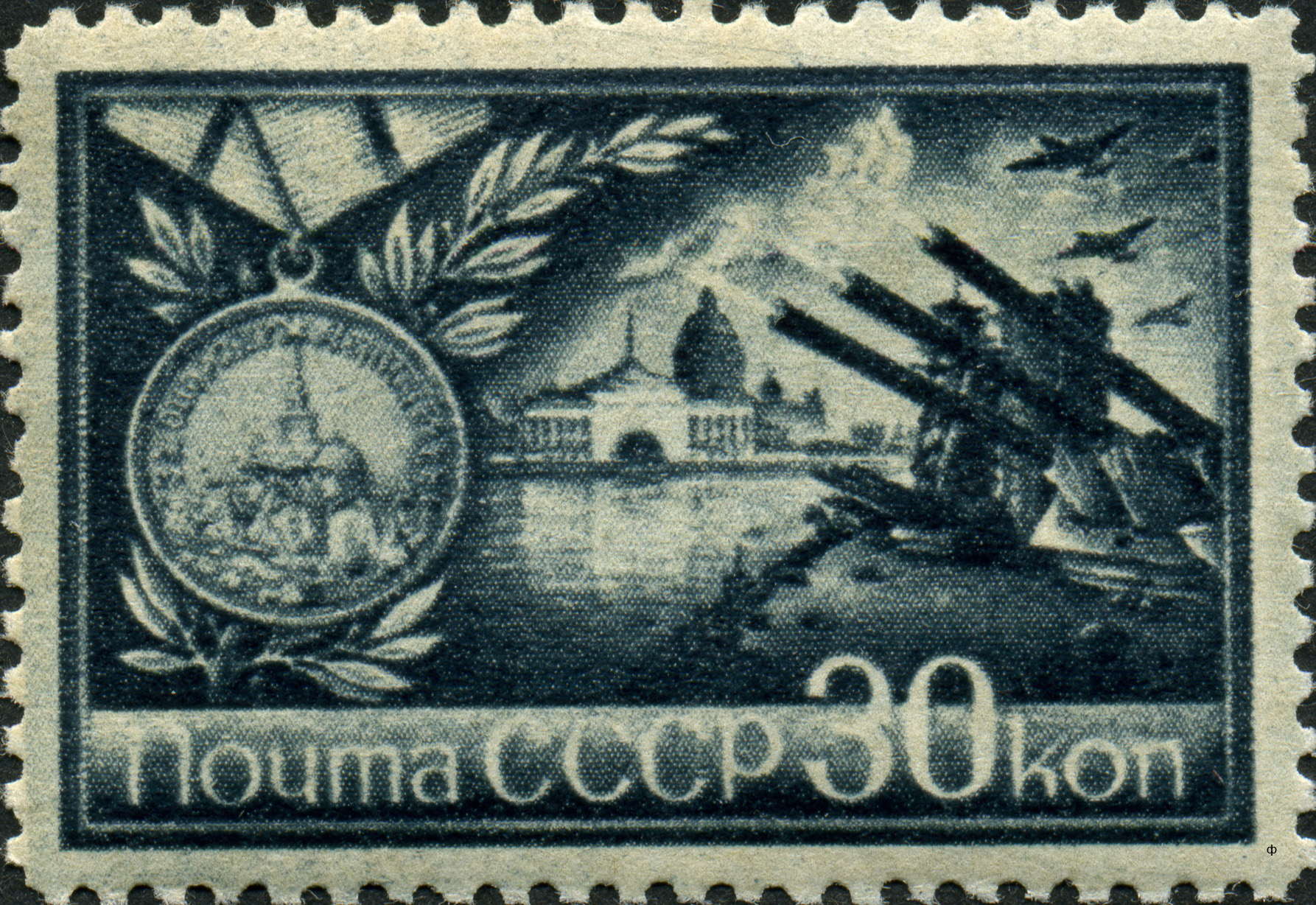
1944年に発行された切手

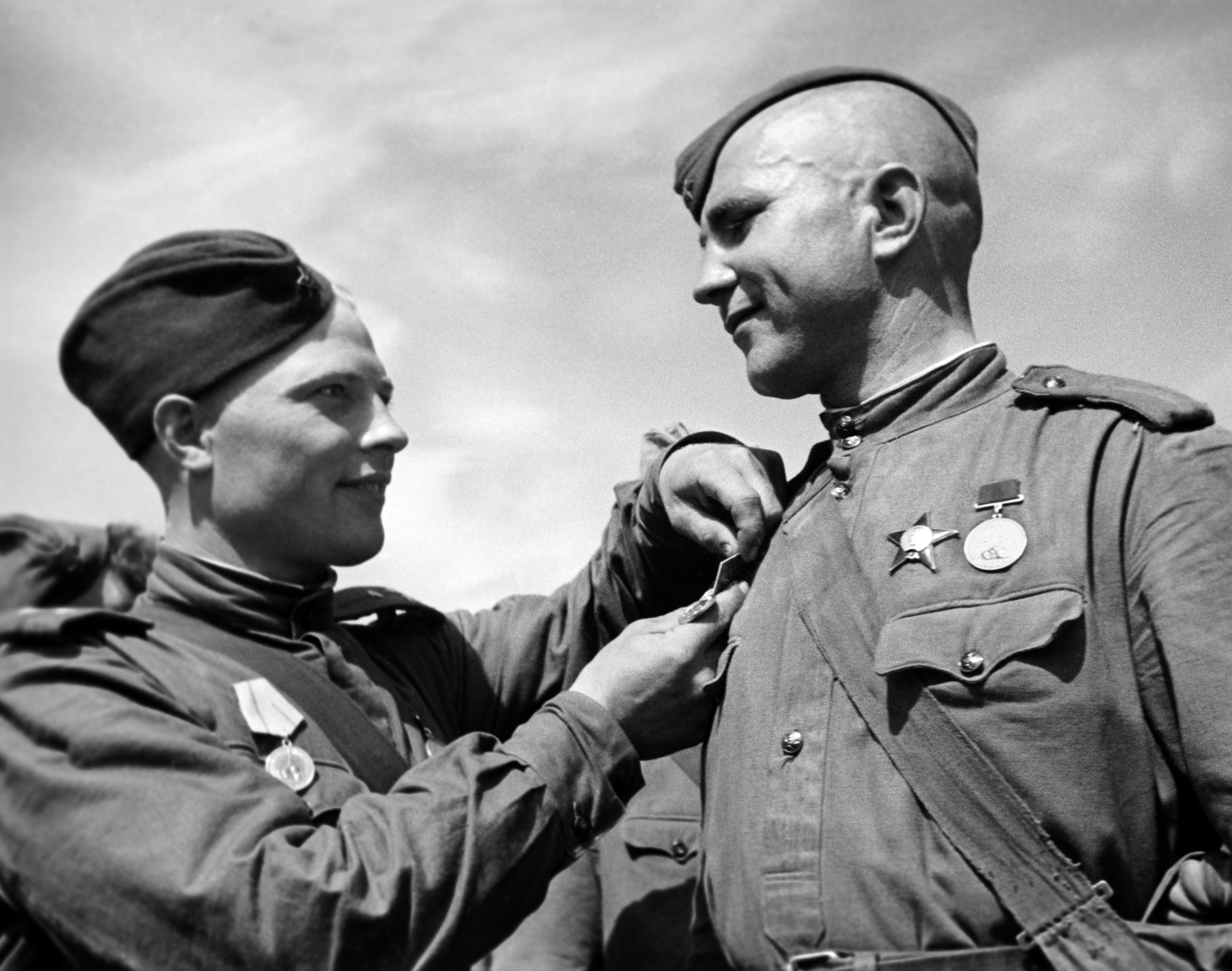
レニングラード防衛記章を受章する赤軍兵士（1944年6月1日）

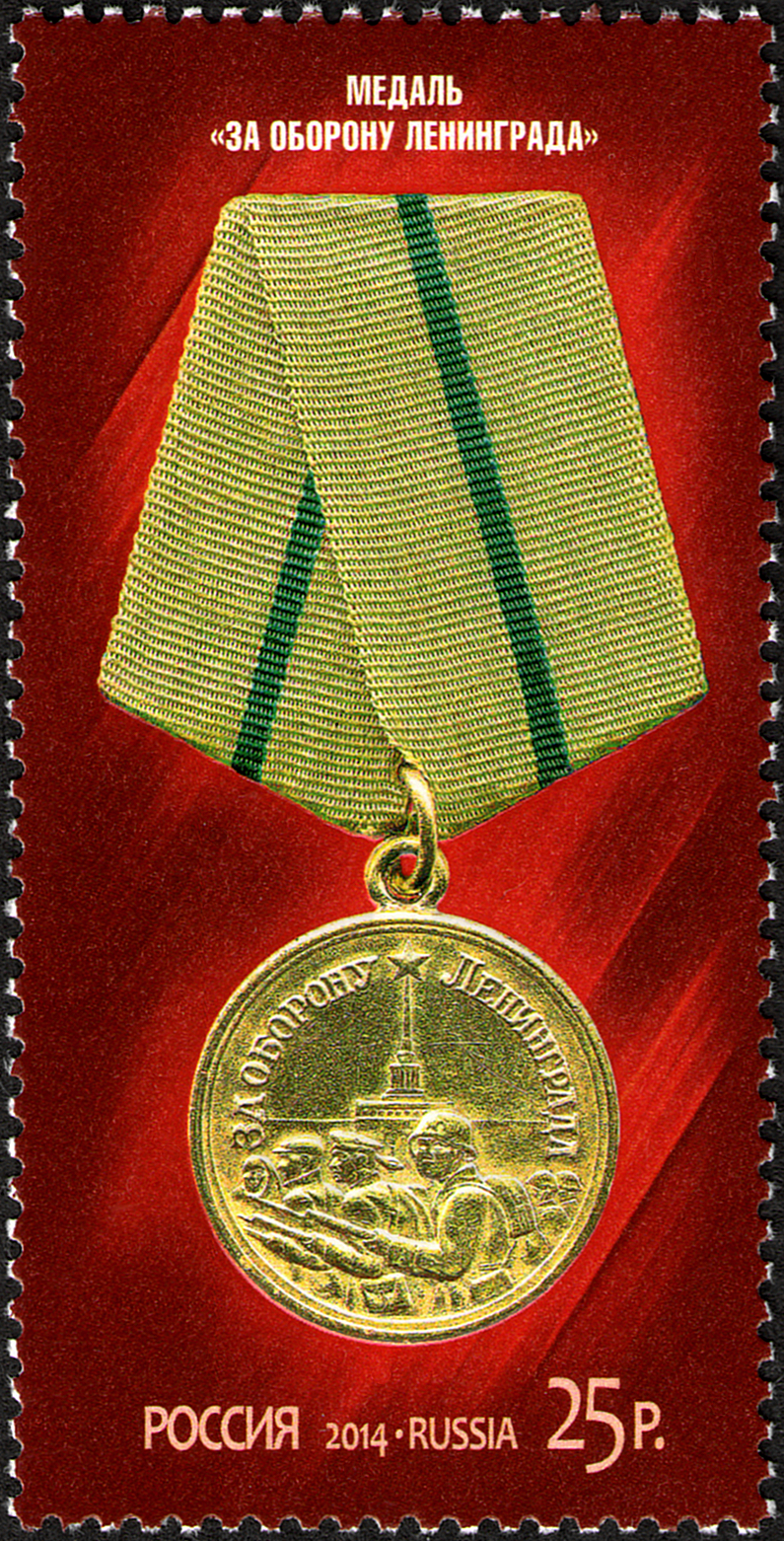
2014年に発売された、「大祖国戦争の防衛記章切手」シリーズに登場したレニングラード防衛記章切手

レニングラード防衛記章（ロシア語: Медаль «За оборону Ленинграда»）は、ソビエト連邦の記章。大祖国戦争中のレニングラード包囲戦において、レニングラードの防衛に尽力した一般市民や軍人に授与された。1942年12月22日に制定されたレニングラード防衛記章は、同時に制定されたオデッサ防衛記章・セヴァストポリ防衛記章・スターリングラード防衛記章と合わせてソ連初の記章である。

## 歴史
1942年の晩秋、国防人民委員部はレニングラード、スターリングラード、セヴァストポリ、オデッサでの防衛戦を扱う記章を作成するよう要請した。11月24日には記章作成、提供、試作品や記章の説明に関する命令が続いて下された。加えて、記章はこれらの諸都市防衛に参戦したすべての人物（軍民問わず）に授与するよう決定された。
レニングラード防衛記章は制定直後から授与が始まり、1945年までに約60万人が記章を受章している。受章者の情報は1945年にまとめられ、レニングラード包囲と防衛州立記念博物館に収められた。受章者の名簿で6巻を費やす程の量だったが、現在は失われている。
1985年には受章者が約147万人に達した。なお、そのうち1万5000人は包囲時まだ小児あるいは少年だった若年層である。

## 受章条件
レニングラード防衛記章は、レニングラードで防衛戦を戦ったすべての軍人・市民に贈られた。
- 実際にレニングラード防衛に参戦した赤軍、赤色海軍、NKVDの部隊や兵士
- 労働者や民間人、企業、民間組織で、レニングラード防衛のために戦闘に加わった者、無私の精神で街の防衛に努めた者、敵機の襲撃による火災の鎮圧に努めた者、街の防衛のため要塞建設に加わった者、物流・運輸・通信・文化・消費者サービスの維持に努めた者、病人・負傷者の看護をした者、子育ての世話をした者、街の防衛のために様々な措置を講じた者

なお、レニングラード防衛記章を受けた者には、1957年に制定されたレニングラード250周年記念記章を受ける権利が与えられている。

## 意匠
レニングラード防衛記章は真鍮製であり、直径32mmの正円形をしている。表面には、旧海軍省を背景に赤軍兵士、赤色海軍兵士、労働者が銃剣を構える様子が描かれている。メダル上部には、天頂に五芒星を配置し、円周に沿って«ЗА ОБОРОНУ ЛЕНИНГРАДА»（レニングラード防衛のために）の文言が刻まれている。メダルには凸状の縁取りがついている。裏面には鎌と槌があり、その下に«ЗА НАШУ СОВЕТСКУЮ РОДИНУ»（我らが祖国ソビエトのために）と刻まれている。
メダルは五角形の台座に繋がっており、台座にはモアレの入った黄色のリボンが巻かれている。リボンの真ん中には2mmの緑の線が走る。リボンの幅は24mmである。
佩用する際は左胸に着ける。オデッサ防衛記章がある場合はその右に配置する。

### 複数のデザイン案
レニングラード防衛記章はニコライ・モスカリョーフによって設計された。彼の設計以外にも、採用されなかった案が以下の7種類存在する。
- ボリス・バルヒン（ロシア語版）は旧海軍省を背景に、フィンリャンツキー駅前のレーニン広場（ロシア語版）に建つレーニン像を描いており、像の右側には対空砲が置かれていた。
- アーティスト集団「ボロビン」は3種類の記章案を出した。彼らのデザインに共通するのは、レニングラードのシンボルとレニングラード防衛の碑文«За оборону Ленинграда»が必ず刻まれている点である。
  - 1つ目はピョートル1世の騎馬像を描いており、騎馬像の下には機関銃と銃剣が置かれている。碑文はメダルの円周に沿って刻まれていた。
  - 2つ目は旧海軍省を描いており、海軍省の周囲は月桂樹に囲まれている。碑文はメダルの円周に沿って刻まれていた。
  - 3つ目はペトロパヴロフスク要塞を描いており、碑文はメダルの中央に刻まれていた。
- A・カバコフは2種類の記章案を作成している。
  - 1つ目は赤軍と赤色海軍兵士及び赤色空軍の航空機がレニングラード旧海軍省前を進軍する様子が描かれている。また、メダルの円周に沿って«Отстоять город Ленина»（レーニンの街の防衛）と刻まれている。裏面にはウラジーミル・レーニンの肖像画と、«За оборону Ленинграда»が刻まれている。
  - 2つ目は数人の守備兵がライフルを構えて戦闘準備に当たる様子が描かれている。メダル左側の円周に沿って«За Ленинград»（レニングラードのために）と刻まれている。裏面には«За оборону Ленинграда»が刻まれている。
- N・コンギセルは首座使徒ペトル・パウェル大聖堂を背景に、レーニン像の前で小銃を構え突撃する赤軍兵士を描いた。

## その他
- レニングラード防衛記章の勲記には、自身も最前線に赴き記章を受けた詩人ボリス・リハリェフ（ロシア語版）が寄せた、«Твой дальний внук с благоговеньем медаль геройскую возьмёт…»（君の遠い孫は畏敬させる英雄的なメダルを受けるでしょう…）から始まる記念詩「レニングラード防衛のために」が刻まれていた[5][6]。この詩はのちにヴァディム・シェフネル（ロシア語版）によってカバーされた[7]。
- レニングラード防衛記章の第1号受章者はアンドレイ・ジダーノフである。
- 2009年1月、サンクトペテルブルクではレニングラード包囲戦勝利65周年を記念して、「レニングラード戦勝リボン（ロシア語版）」が配られた。このリボンはレニングラード防衛記章のリボンと同じ配色である[8][9][10]。
- レニングラード防衛記章は、外国の法に於いて言及されたソ連唯一の栄典である。イスラエルの記章であるナチズム反抗戦士記章（ロシア語版）の法規によれば、イスラエルの市民権もしくは永住権を保有しており、レニングラード防衛記章を受章している者はこの記章を受けることが出来るとされている[11]。